# 莫洛迪亞
48°13′39″N 26°1′26″E / 48.22750°N 26.02389°E

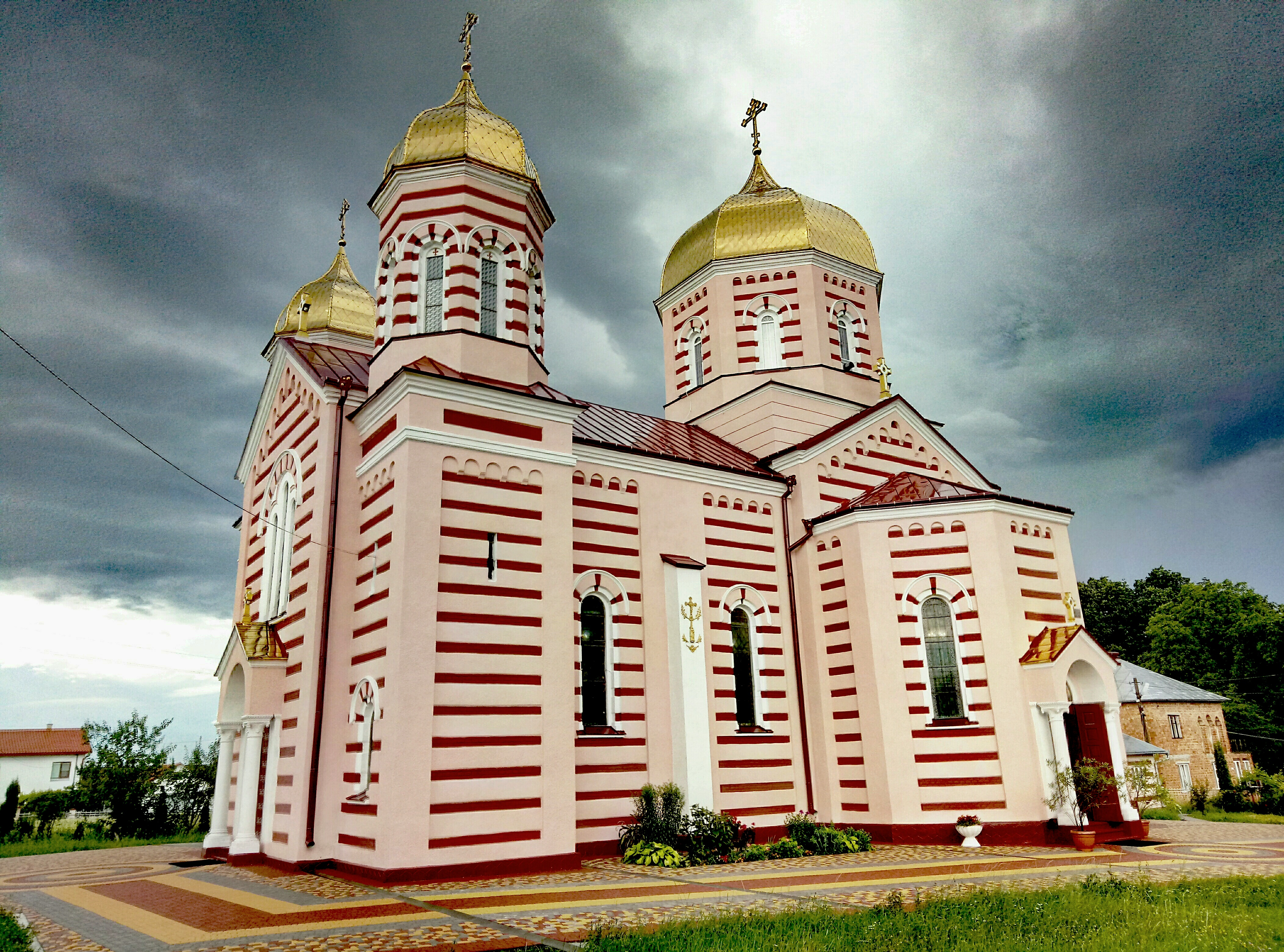
教堂

莫洛迪亞（烏克蘭語：Молодія）是位於烏克蘭西南部的村莊，由切爾諾夫策州切爾諾夫策區的恰霍爾市鎮負責管轄。該村處於傑列格盧伊河畔，始建於1486年，面積24.7平方公里，海拔高度235米，2001年人口3,822。